# Comuna Sărulești, Călărași
Sărulești (în trecut, Pârlita-Sărulești) este o comună în județul Călărași, Muntenia, România, formată din satele Măgureni, Polcești, Săndulița, Sărulești-Gară, Sărulești-Sat (reședința), Sătucu și Solacolu.

## Așezare
Comuna se află în nord-vestul județului, pe malul stâng al râului Mostiștea. Este traversată de autostrada București–Constanța, care însă nu o deservește prin nicio ieșire, cea mai apropiată fiind la Fundulea. Principala cale rutieră ce traversează comuna este șoseaua județeană DJ303, care o leagă spre nord de Tămădău Mare (unde se termină în DN3) și spre sud de Gurbănești, Valea Argovei, Frăsinet și Mânăstirea (unde se termină în DN31). Prin comună trece și calea ferată București-Constanța, pe care este deservită de stația Sărulești.

## Demografie
Componența etnică a comunei Sărulești
     Români (67,51%)
     Romi (22,73%)
     Alte etnii (0,06%)
     Necunoscută (9,7%)
Componența confesională a comunei Sărulești
     Ortodocși (89,6%)
     Alte religii (0,67%)
     Necunoscută (9,73%)
Conform recensământului efectuat în 2021, populația comunei Sărulești se ridică la 3.115 locuitori, în scădere față de recensământul anterior din 2011, când fuseseră înregistrați 3.262 de locuitori. Majoritatea locuitorilor sunt români (67,51%), cu o minoritate de romi (22,73%), iar pentru 9,7% nu se cunoaște apartenența etnică. Din punct de vedere confesional, majoritatea locuitorilor sunt ortodocși (89,6%), iar pentru 9,73% nu se cunoaște apartenența confesională.

## Politică și administrație
Comuna Sărulești este administrată de un primar și un consiliu local compus din 11 consilieri. Primarul, Petre-Alexandru Călin[*], de la Partidul Social Democrat, este în funcție din 2012. Începând cu alegerile locale din 2024, consiliul local are următoarea componență pe partide politice:
|  | Partid                    | Consilieri | Componența Consiliului | Componența Consiliului | Componența Consiliului | Componența Consiliului | Componența Consiliului | Componența Consiliului | Componența Consiliului | Componența Consiliului | Componența Consiliului | Componența Consiliului |
|  | ------------------------- | ---------- | ---------------------- | ---------------------- | ---------------------- | ---------------------- | ---------------------- | ---------------------- | ---------------------- | ---------------------- | ---------------------- | ---------------------- |
|  | Partidul Social Democrat  | 10         |                        |                        |                        |                        |                        |                        |                        |                        |                        |                        |
|  | Partidul Național Liberal | 1          |                        |                        |                        |                        |                        |                        |                        |                        |                        |                        |

## Istorie
La sfârșitul secolului al XIX-lea, comuna purta numele de Pârlita-Sărulești, făcea parte din plasa Negoiești a județului Ilfov și era formată din satele Albeanu, Chiricuța, Gologanu, Manciu, Pârlita, Sărulești și Solacolu, având în total 1406 locuitori ce trăiau în 403 case și 25 de bordeie. În comună existau trei biserici (la Pârlita, Sărulești și Solacolu) și trei școli, iar principalii proprietari de pământuri erau C. Mănciulescu, P. Râureanu, A. Solacolu, Eforia Spitalelor Civile, Eufr. Gherman și Eliza Filipescu. Anuarul Socec din 1925 consemnează comuna drept reședința a plășii Sărulești a aceluiași județ, având în satele Manciu, Pârlita, Sărulești și Solacolu, și în cătunele Chircuța și Conacu Moșiei Iăndulița, o populație de 2820 de locuitori. În 1931, comuna a luat numele de Sărulești și era alcătuită din satele Manciu, Pârlita, Piteșteanca, Polcești, Sărulești și Solacolu.
În 1950, comuna a trecut în administrarea raionului Brănești și apoi (după 1956) în cea a raionului Lehliu din regiunea București. La un moment dat, câteva sate (între care Pârlita și Manciu) s-au separat, formând comuna Pârlita; în 1964, această comună, ca și satul omonim, au luat numele de Măgureni, iar satul Manciu a fost rebotezat Sătucu; satul Sulimanu, preluat de la comuna vecină Nicolae Bălcescu, a primit tot atunci numele de Săruleștii de Jos. În 1968, comuna Măgureni s-a desființat și satele ei au fost reincluse în comuna Sărulești, care a revenit la județul Ilfov, reînființat. În 1981, o reorganizare administrativă regională a dus la transferarea comunei la județul Călărași; cu această ocazie, satul Săruleștii de Jos a dispărut, el nemaiapărând în anexa legii republicate.